# Mélicocq
Mélicocq ist eine französische Gemeinde mit 791 Einwohnern (Stand: 1. Januar 2022) im Département Oise in der Region Hauts-de-France. Sie gehört zum Arrondissement Compiègne und zum Kanton Thourotte. Die Einwohner werden Mélicocquois genannt.

## Geographie
Die Gemeinde Mélicocq liegt etwa zehn Kilometer nordnordöstlich von Compiègne am Fluss Matz, der die Gemeinde im Norden begrenzt. Umgeben wird Mélicocq von den Nachbargemeinden Chevincourt im Norden, Machemont im Nordosten, Thourotte im Osten, Longueil-Annel im Südosten und Süden, Giraumont im Süden und Südwesten, Villers-sur-Coudun im Südwesten und Westen sowie Marest-sur-Matz im Westen und Nordwesten. Im Nordosten der Gemeinde verläuft die autobahnartig ausgebaute Schnellstraße D 1032.

## Bevölkerungsentwicklung
| Jahr                       | 1962 | 1968 | 1975 | 1982 | 1990 | 1999 | 2006 | 2013 | 2021 |
| -------------------------- | ---- | ---- | ---- | ---- | ---- | ---- | ---- | ---- | ---- |
| Einwohner                  | 384  | 403  | 419  | 473  | 587  | 656  | 656  | 676  | 790  |
| Quellen: Cassini und INSEE |      |      |      |      |      |      |      |      |      |

## Sehenswürdigkeiten

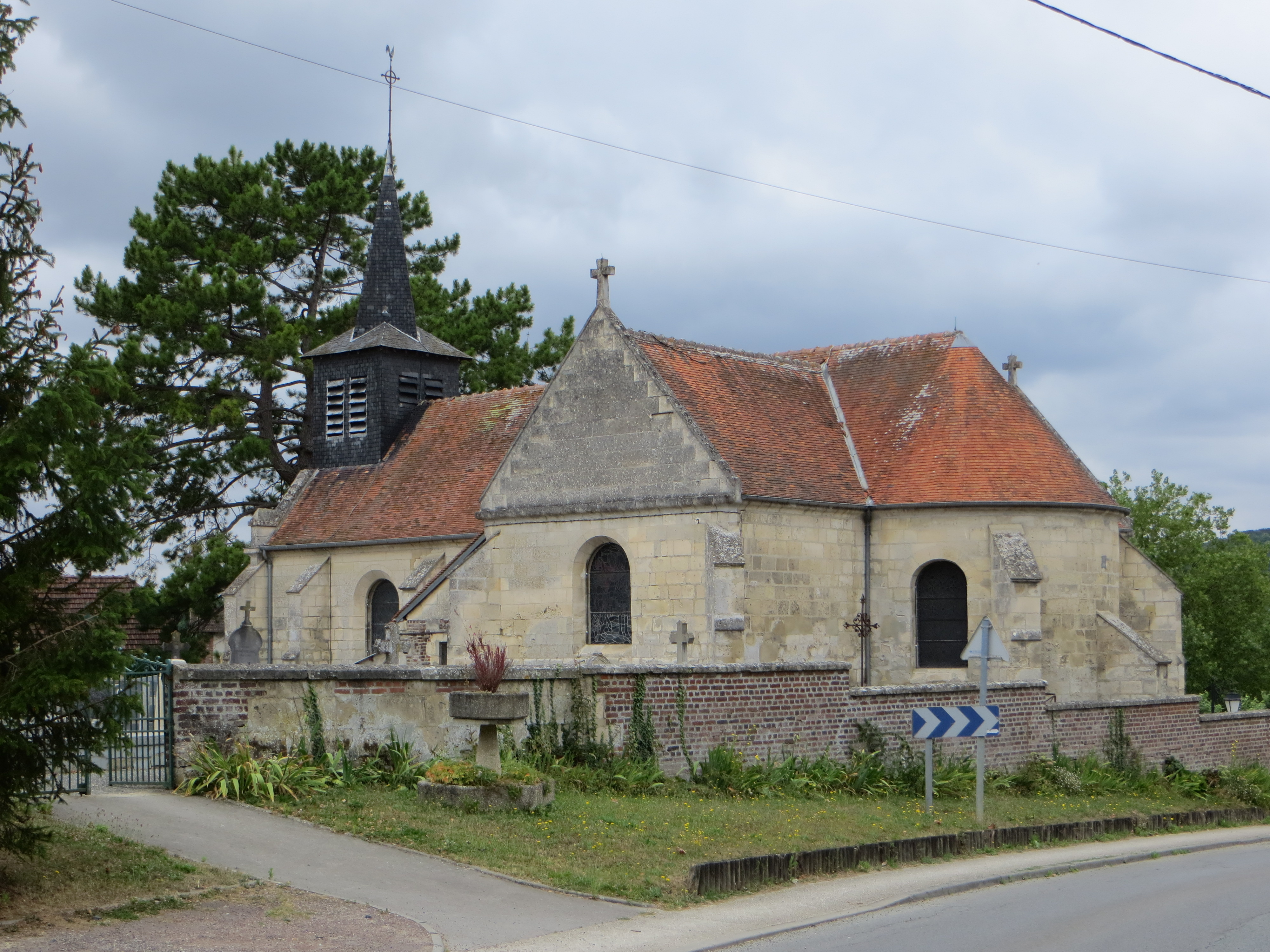
Kirche Saint-Martin
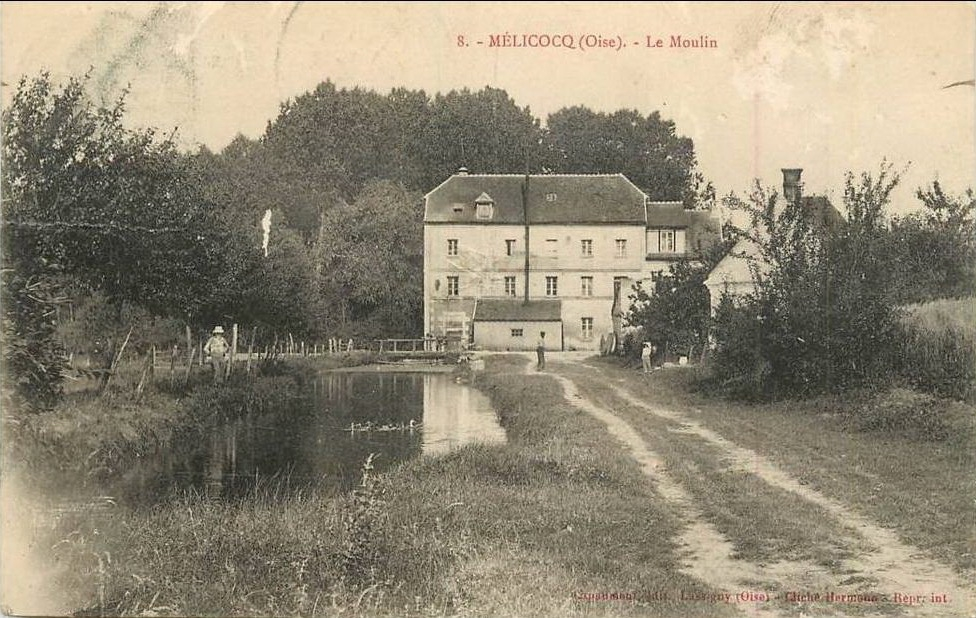
Mühle Lhuillier

- Kirche Saint-Martin
- Mühle Lhuillier auf einer Postkarte Anfang des 20. Jahrhunderts